# Rudolf Hirsch (Verleger)
Karl Rudolf Raphael Hirsch (* 22. Dezember 1905 in Berlin; † 19. Juni 1996 in Frankfurt am Main) war ein deutscher Kunsthistoriker, Verleger und Literaturwissenschaftler.

## Leben und Werk
Rudolf Hirsch wurde 1905 als Sohn des Arztes Jonathan Hirsch und seiner Ehefrau Raphaele (geb. Bernstein, 1883–1957) geboren, die dem jüdischen Berliner Großbürgertum angehörten. Rudolf Hisch konvertierte früh zum Katholizismus. Er studierte zunächst in Berlin Medizin, anschließend dort bis 1927 Klassische Archäologie und Philosophie, unter anderem bei Bernhard Groethuysen und Max Herrmann. Zum Wintersemester 1927 wechselte er an die Universität Wien und setzte sein Studium bei dem Archäologen Emanuel Loewy und dem Kunsthistoriker Julius von Schlosser fort. Bei ihm wurde er mit einer Dissertation über die beiden Bronzetüren des Baptisteriums in Florenz von Lorenzo Ghiberti zum Dr. phil. promoviert. Anschließend forschte er über Nicolas Poussin und Paul Cézanne.
1933 floh er wegen seiner jüdischen Herkunft nach Amsterdam und war 1935 Mitarbeiter der Zeitschrift Kroniek van hedendaagsche kunst en Kultur. Nach einem Aufenthalt in Italien kehrte in die Niederlande zurück, wo er während der Besetzung durch deutsche Truppen ab 1940 im Untergrund lebte. Nach der Befreiung 1945 wurde er Mitarbeiter an der Holländischen Enzyklopädie, die Fred von Eugen projektierte. 1948 wurde er nach dem Zusammenschluss der Verlagsgesellschaft Bermann-Fischer und des in Amsterdam ansässigen deutschen Exilverlags Querido dessen Lektor.
1950 kehrte er nach Deutschland zurück und wurde Cheflektor des neu gegründeten S. Fischer Verlags in Frankfurt am Main, der im Bienenkorbhaus seinen Sitz hatte. 1951 übernahm er die Redaktion der bei S. Fischer erscheinenden Literaturzeitschrift Die neue Rundschau. 1952 wurde er Mitglied im PEN-Zentrum Deutschland. Von 1954 bis 1962 war er Mitglied der Geschäftsleitung von S. Fischer. In den 1960er Jahren war er als Lektor Ansprechpartner von Paul Celan, der dort nicht nur eigene Gedichte, sondern auch Übersetzungen unter anderem von Rene Char und Alexander Bloks Revolutionspoem „Die Zwölf“ veröffentlichte. Der gesamte Briefwechsel zwischen Celan und Hirsch wurde 2004 veröffentlicht. Als sich andeutete, dass Gottfried Bermann Fischer in den Ruhestand gehen und den Verlag verkaufen würde, wechselte Hirsch zum ebenfalls in Frankfurt am Main beheimateten Insel Verlag. Dort war er von Januar 1962 bis Dezember 1963 für kurze Zeit Mitteilhaber und Verlagsleiter. 1963 heiratete er Gisela von Tümpling (1926–2017).
Ab 1964 wurde er am Freien Deutschen Hochstift Leiter des Hugo-von-Hofmannsthal-Archivs und verantwortlich für dessen Werkausgabe. Sein Engagement galt der Sicherung der Handschriften von Hofmannsthals und ihrer Edition. Bis zu seinem Tod war er Mitherausgeber von Hugo von Hofmannsthal: Sämtliche Werke. Kritische Ausgabe, herausgegeben vom Freien Deutschen Hochstift.
Zur Hirschs 70. Geburtstag 1975 erschien eine Festschrift, zu seinem 80. Geburtstag fand in den Kammerspielen der Städtischen Bühnen in Frankfurt am Main am 15. Dezember 1985 eine Hofmannsthal-Martinée statt.
Nach dem Tod von Rudolf Hirsch schenkte seine Witwe Gisela von Tümpling-Hirsch dem Freien Deutschen Hochstift nicht nur das Forschungsarchiv ihres Mannes, sondern auch 750 Briefe von und an von Hofmannsthal sowie 200 Fotografien.

## Ehrungen
- 1980 Goetheplakette der Stadt Frankfurt am Main

## Schriften
- Joachim Seng (Hrsg.): Paul Celan, Rudolf Hirsch – Briefwechsel, Suhrkamp, Frankfurt am Main, 2004, ISBN 978-3-518-41644-0

## Festschriften
- J. Hellmut Freund (Red.): Für Rudolf Hirsch : zum 70. Geburtstag am 22. Dezember 1975, Bibliothek des Börsenvereins des Deutschen Buchhandels, S. Fischer, Frankfurt am Main, 1975, ISBN 978-3-10033601-9
- Rudolf Hirsch zum achtzigsten Geburtstag. Eine Hofmannsthal-Martinée. Mit Beiträge von bekannten Literaturwissenschaftlern und Bundespräsident Richard von Weizsäcker (Glückwunsch-Brief). S. Fischer, Frankfurt am Main, 1986. Limitierte Auflage 500 Exemplare, nicht im Buchhandel.